# Liste der Biografien/Dej
Liste der Biografien |
Portal Biografien |
Personensuche
# |
A |
B |
C |
D |
E |
F |
G |
H |
I |
J |
K |
L |
M |
N |
O |
P |
Q |
R |
S |
T |
U |
V |
W |
X |
Y |
Z |
?
 
Da |
Db |
Dc |
Dd |
De |
Dg |
Dh |
Di |
Dj |
Dk |
Dl |
Dm |
Dn |
Do |
Dq |
Dr |
Ds |
Du |
Dv |
Dw |
Dy |
Dz
 
De A |
De B |
De C |
De D |
De E |
De F |
De G |
De H |
De J |
De K |
De L |
De M |
De N |
De P |
De Q |
De R |
De S |
De T |
De V |
De W |
De Y |
De Z 

Dea |
Deb |
Dec |
Ded |
Dee |
Def |
Deg |
Deh |
Dei |
Dej |
Dek |
Del |
Dem |
Den |
Deo |
Dep |
Deq |
Der |
Des |
Det |
Deu |
Dev |
Dew |
Dex |
Dey |
Dez
Die Liste der Biografien führt alle Personen auf, die in der deutschsprachigen Wikipedia einen Artikel haben. Dieses ist eine Teilliste mit 63 Einträgen von Personen, deren Namen mit den Buchstaben „Dej“ beginnt.

## Dej
- Dej, André (* 1992), polnisch-deutscher Fußballspieler
- Dej, Carolin (* 1989), deutsche Fußballspielerin
- Dej, Rastislav (* 1988), slowakischer Eishockeyspieler

### Deja
- Deja, Andreas (* 1957), deutscher Trickfilmzeichner polnischer Herkunft
- Deja, Maciej (* 1960), polnischer Maler
- Dejaco, Valerius (1914–1983), italienischer Politiker (Südtirol)
- Dejaco, Walter (1909–1978), österreichischer Architekt
- Déjacque, Joseph (1821–1864), französischer Anarchokommunist, Dichter, Philosoph und Schriftsteller
- Dejaegere, Brecht (* 1991), belgischer Fußballspieler
- Dejaegher, Jasper (* 2001), belgischer Radrennfahrer
- Dejaeghère, Georges (* 1879), französischer Kunstturner
- Dejagah, Ashkan (* 1986), deutsch-iranischer FußballspielerAshkan Dejagah (* 1986)
- Dejan, bosnischer Sänger

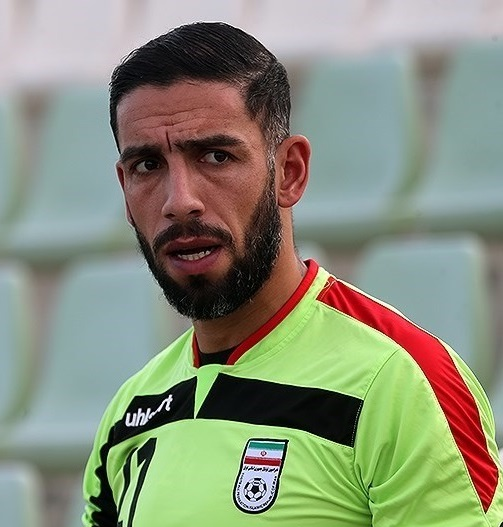
Ashkan Dejagah (* 1986)

- Dejan, serbischer Magnat, Woiwode, Sebastokrator und Despot, Schwager von Zar Stefan Dušan
- Dejan, Harold (1909–2002), US-amerikanischer Jazz-Saxophonist und Bandleader
- Dejana, Elisabetta (* 1951), italienische Biologin
- Dejanicz von Gliszczynski, Edmund (1825–1896), preußischer Generalmajor, Gutsbesitzer, Mitglied des preußischen Abgeordnetenhauses
- Dejanicz-Gliszczynski, Anton von (1820–1905), deutscher Jurist und Politiker (Zentrum), MdR
- Dejanoff, Plamen (* 1970), österreichisch-bulgarischer Künstler
- DeJarnette, Daniel Coleman (1822–1881), US-amerikanischer Politiker
- Déjazet, Virginie (1798–1875), französische Schauspielerin

### Dejb
- Dejbjerg, Henrik (* 1971), dänischer Basketballspieler

### Dejd
- Dejdar, Marian (* 1983), deutscher Eishockeyspieler
- Dejdar, Martin (* 1965), tschechischer Schauspieler, Synchronsprecher und Fernsehmoderator

### Deje
- Dejean, Anne (* 1957), französische Molekularbiologin und Krebsforscherin
- DeJean, Cooper (* 2003), US-amerikanischer American-Football-SpielerCooper DeJean (* 2003)

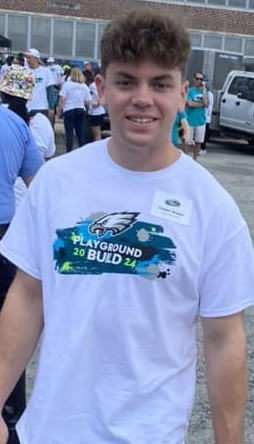
Cooper DeJean (* 2003)

- Déjean, Gabriel (* 1875), französischer Turner
- Dejean, Jean-François-Aimé (1749–1824), französischer General
- Dejean, Joseph (1947–1976), französischer Jazz-Gitarrist
- Dejean, Maurice (1899–1982), französischer Diplomat
- Dejean, Pierre François Marie Auguste (1780–1845), französischer Generalleutnant und Entomologe
- Dejerine, Joseph Jules (1849–1917), französischer Neurologe
- Déjerine-Klumpke, Augusta (1859–1927), amerikanisch-französische Neurologin
- DeJesus, Christian, US-amerikanischer Schauspieler
- DeJesus, David (* 1979), US-amerikanischer Baseballspieler
- DeJesus, Georgina (* 1990), US-amerikanisches Entführungsopfer

### Deji
- Dejid, Bugyn (* 1927), mongolischer Politiker
- Dejima, Shigeyuki (* 1982), japanischer Eisschnellläufer
- Dejima, Takeharu (* 1974), japanischer Sumōringer
- Dejima, Tamio (* 1947), japanischer Eisschnellläufer

### Dejk
- Dejka, Jan Bohuchwał (1779–1853), sorbischer Publizist

### Dejm
- Dejmal, Ivan (1946–2008), tschechischer Umweltexperte, Politiker und Dissident der Bürgerrechtsbewegung Charta 77
- Dejmek, Kazimierz (1924–2002), polnischer Theaterregisseur
- Dejmková, Natálie (* 1996), tschechische Skispringerin

### Dejo
- DeJohn, Alex (* 1991), US-amerikanischer Fußballspieler
- DeJohnette, Jack (* 1942), US-amerikanischer Jazzschlagzeuger und -pianistJack DeJohnette (* 1942)

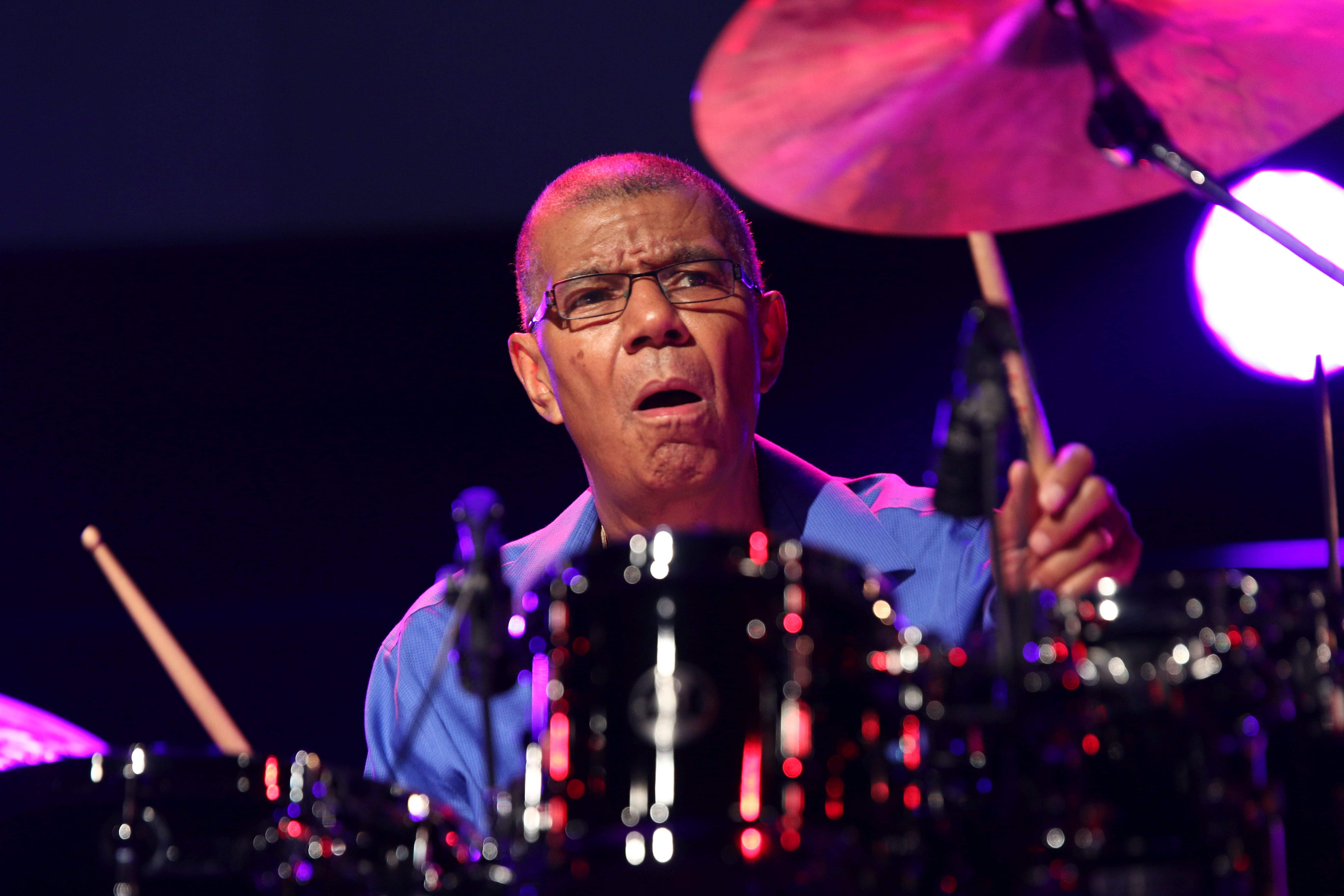
Jack DeJohnette (* 1942)

- Déjoie, Louis (1896–1969), haitianischer Geschäftsmann und Politiker, Präsidentschaftskandidat 1957
- Dejonckheere, Noël (1955–2022), belgischer Radrennfahrer und Sportlicher Leiter
- DeJong, Constance (* 1950), US-amerikanische Schriftstellerin und Performancekünstlerin
- DeJong, Meindert (1906–1991), niederländischer Kinderbuchautor
- DeJonge, Olivia (* 1998), australische SchauspielerinOlivia DeJonge (* 1998)

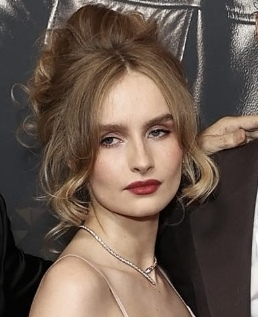
Olivia DeJonge (* 1998)

- DeJongh, Don C. (1937–2011), US-amerikanischer Chemiker (Organische Chemie)
- Dejonghe, Albert (1894–1981), belgischer Radrennfahrer
- DeJordy, Denis (* 1938), kanadischer Eishockeytorwart
- Dejori, Daniel (* 1989), italienischer Alpin- und Grasskiläufer
- Dejori, Daniela (* 2002), italienische Nordische Kombiniererin
- DeJoria, John Paul (* 1944), US-amerikanischer Unternehmer
- Dejosé, Dominique (* 1960), belgischer Radrennfahrer

### Dejp
- Dejphon Chansiri (* 1968), thailändischer Geschäftsmann

### Deju
- Dejung, Christof (* 1968), deutscher Journalist und Historiker

### Dejw
- Dejworek, Leopold (* 1952), polnischer Basketballspieler
- Dejworek, Nils (* 1995), deutscher Basketballspieler
- Dejworek, Philip (* 1978), deutscher Basketballtrainer und ehemaliger -spieler